# Metog
Metog Dzong, Chinees: Mêdog Xian of Motuo Xian is een arrondissement in de prefectuur Nyingtri in de Tibetaanse Autonome Regio, China.

## Demografie
In 1999 telde het 9868 inwoners. Een groot aantal inwoners hoort tot de etnische bevolkingsgroep Lhoba en voor een kleiner deel tot de etnische minderheid Tshangla.

## Geschil met India
Over dit enkele arrondissementen is een geschil met India dat een hoogtepunt bereikte tijdens de Chinees-Indiase Oorlog en waarvan de oorzaak teruggaat tot de ondertekening van het Akkoord van Simla door functionarissen van de dertiende dalai lama en het Verenigd Koninkrijk. Naast Metog gaat het om geheel Tshona, een deel van Chayu en het zuiden van Lhuntse. Volgens India behoren de arrondissementen tot de Indiase deelstaat Arunachal Pradesh; volgens China gaat het om arrondissementen van Zuid-Tibet.

## Geografie en klimaat
Het heeft een oppervlakte van 34.000 km². De gemiddelde hoogte is 1200 meter. De gemiddelde jaarlijkse temperatuur is 12 °C en jaarlijks valt er gemiddeld 2200 mm neerslag.
He gebied kenmerkt zich door zware natuurlijke omstandigheden, als steile oosthellingen van de Himalaya en grote hoeveelheden regen door moessonregens, waardoor het een van de moeilijkst bereikbare gebieden van China is.
De rivier Yarlung Tsangpo stroomt in het grensgebied van het arrondissement Mainling en de berg Namjagbarwa (7782 meter).

### Aardbreuk
Het gebied ligt op een aardbreuk tussen de Indische Plaat en de Euraziatische Plaat en kent daarom een hoge seismische activiteit, waardoor sinds het jaar 1900 al twee aardbevingen plaatsvonden met een grotere kracht dan 7 op de schaal van Richter.

### Natuurreservaat
Het nationale dieren- en plantenreservaat van Metog is een nationaal beschermd gebied. Het kent meer dan 3000 verschillende soorten planten en 42 soorten zeldzame wilde dieren. Verder kent het meer dan duizend verschillende soorten zespotigen.

## Economie
De belangrijkste bron van inkomsten vormt de landbouw, met producten als rijst, sojabonen, katoen en andere gewassen.
In augustus 2025 begon China met de bouw van een waterkrachtcentrale in de rivier Yarlung Tsangpo, ondanks zorgen van India, Bangladesh en Tibetaanse mensenrechtenorganisaties over de gevolgen voor de bewoners en het milieu. De bouw vergt een investering van meer dan 1 biljoen yuan (circa US$ 137 miljard). Eenmaal gereed is het 's werelds grootste waterkrachtcentrale, met een jaarlijkse productie van 300 miljard kilowattuur, en dat is ongeveer drie keer zoveel als de Drieklovendam in de Yangtze in China. De centrale zal ergens in de jaren 2030 in productie komen. Medog lag geïsoleerd van de rest van Tibet, maar de laatste jaren is veel infrastructuur aangelegd van en naar het gebied.